# Sándorfalva

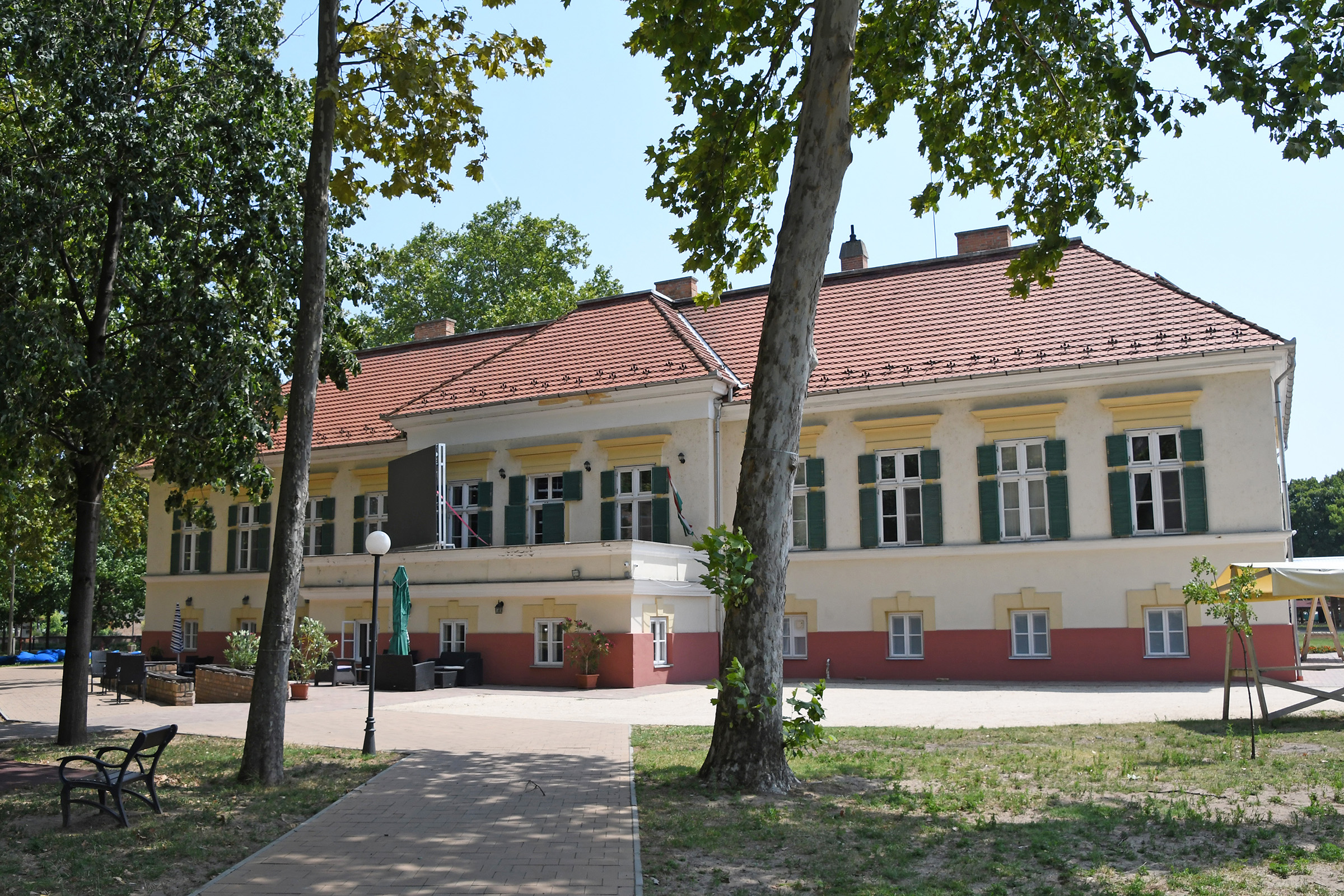
Herrgård i Sándorfalva

Sándorfalva är en mindre stad i Ungern.